# Masahito Soda
Masahito Soda (曽田正人 Soda Masahito?, Nacido 18 de junio, 1968 en Tokio, Japón) es un mangaka japonés. Soda estudió en la universidad Nihon pero lo dejó antes de graduarse. Masahito Soda trabajó como asistente del también mangaka Taku Kitazaki. Debutó profesionalmente en el año 1990 con GET ROCK, publicado en la "revista Especial". Su serie más notable es Firefighter! Daigo of Fire Company M y Subaru.

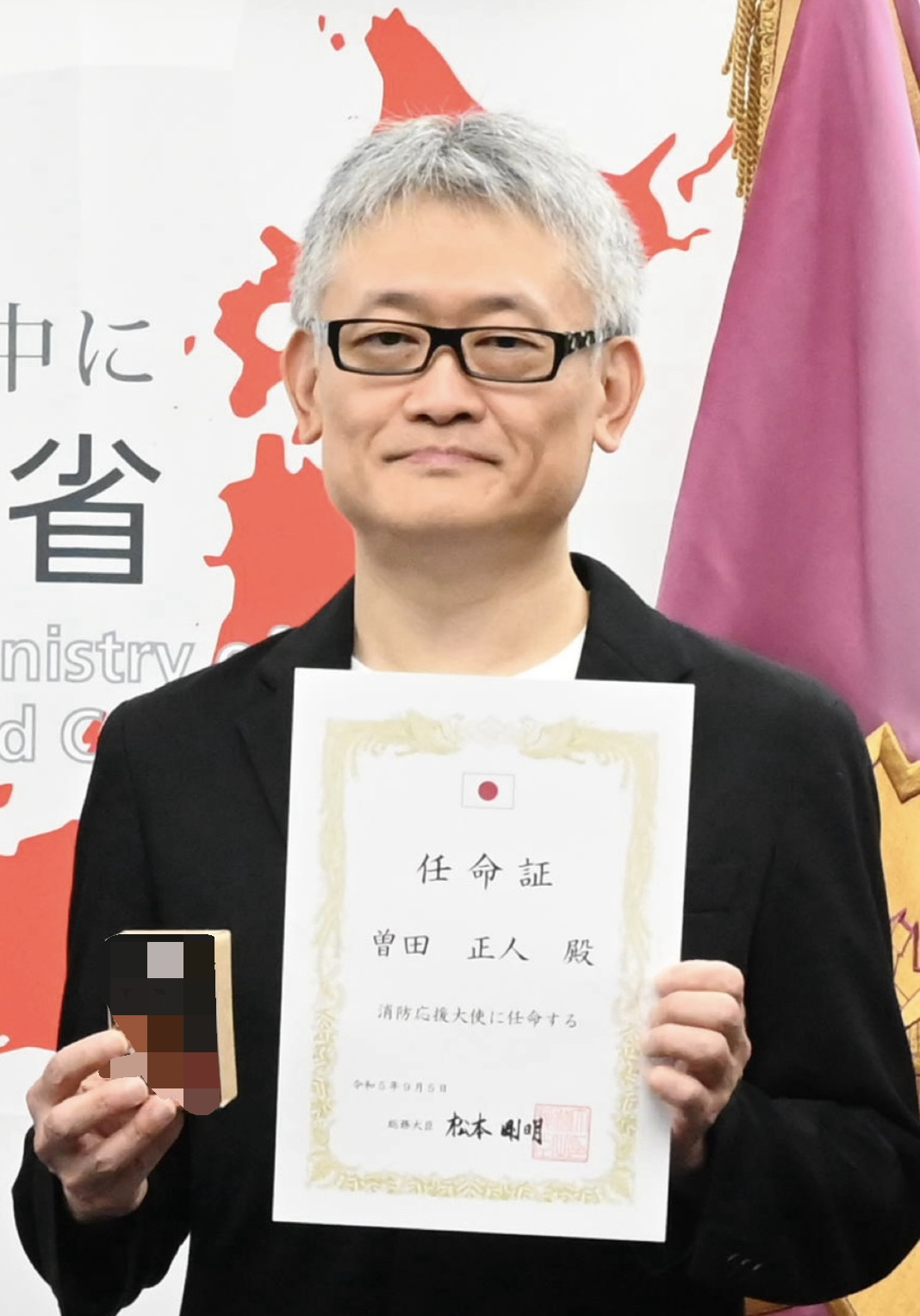
Foto conmemorativa en la Ceremonia de Nombramiento del Embajador de Apoyo al Fuego (en la Oficina del Ministro de Relaciones Internas y Comunicaciones, 7º piso, Edificio No. 2, Edificio del Gobierno Central).

En el año 1997, Soda ganó el premio Shōgakukan por el trabajo Firefighter! Daigo of Fire Company M, y en el año 2005, ganó el Kodansha Manga Award por Capeta.

## Trabajos seleccionados
- GET ROCK
- Shakariki! (シャカリキ!?)
- Firefighter! Daigo of Fire Company M - publicado en Shūkan Shōnen Sunday
- Subaru (昴?) - publicado en Big Comic Spirits
- Capeta

## Libros de arte
- Masahito Soda's Collection Fire and Forget (曽田正人作品集 FIRE AND FORGET ?)
- SUBARU Masahito Soda Collection (SUBARU 曽田正人作画集?)
- Capeta: The Guidebook